# Rosso relativo (singolo)
Rosso relativo è un singolo del cantautore italiano Tiziano Ferro, pubblicato il 7 giugno 2002 come quarto estratto dall'omonimo album.

## Descrizione
Con questa canzone Ferro partecipa al Festivalbar 2002, vincendo il Premio rivelazione italiana.
Nonostante il testo della canzone sembri parlare di sesso, Tiziano Ferro ammette che il vero tema del brano è il rapporto conflittuale che aveva con il cibo. Va ricordato infatti che il cantautore prima di diventare famoso è stato obeso.
La scelta del nome della ragazza nella canzone è ricaduta su Paola perché così si chiama la cugina di Tiziano, migliore amica del cantante e sua compagna inseparabile nelle tournée per il mondo.
Adattamenti
Il brano viene tradotto in varie lingue:
1. Rosso relativo (Italian Version) - album Rosso relativo per Italia, Brasile, Portogallo, Est Europa; bonus track album Rojo relativo in Argentina e Messico.
2. Rosso relativo (Italian French-Version) - CD singolo Rosso relativo in Francia; non su album.
3. Rojo relativo (Spanish Version) - album Rojo relativo per Spagna, America Latina, Argentina e Messico.
4. Romance relativo (Portuguese Version) - bonus track album Rosso relativo in Portogallo.

## Video musicale
In tema con il titolo della canzone, il video di Rosso relativo, girato da Paolo Monico a Ibiza, è incentrato quasi completamente sul colore rosso. Infatti è ambientato al tramonto e anche gli interni sono illuminati dalla luce filtrata da una finestra per l'appunto rossa. Anche Tiziano Ferro è vestito parzialmente di rosso. Il video, per tutta la sua durata, è incentrato sul cantante che esegue una coreografia e canta in una stanza scura, alternando queste scene con altre esterne ma in controluce.

## Tracce
CD singolo - Rosso relativo (Italia)
1. Rosso relativo
2. Perdono (English Version)
3. Perdono (French Version)
4. Perdona
5. Rosso relativo (Videoclip)

CD singolo - Rojo relativo (Spagna)
1. Rojo relativo

CD singolo - Rosso relativo (Germania)
1. Rosso relativo
2. Rosso relativo (Sigmatibet Remix)
3. Rosso relativo (Ghost Production Dance Remix)

CD singolo - Rosso relativo (Francia)
1. Rosso relativo
2. Rosso relativo (Italian-French Version)

CD singolo - Rosso relativo (Messico)
1. Rojo relativo
2. Rojo relativo (Remix 1)
3. Rojo relativo (Remix 2)
4. Rojo relativo (Remix 3)

CD singolo - Promo Mexico & Video
1. Perdona
2. Alucinado
3. Rojo relativo
4. Las cosas que no dices
5. Perverso (Spanish Version)
6. Alucinado (Italian Version)
7. Perverso (Italian Version)

Download digitale
1. Rosso relativo
2. Rojo relativo
3. Romance relativo

## Classifiche
| Classifica (2002/03) | Posizione massima |
| -------------------- | ----------------- |
| Belgio (Fiandre)     | 65                |
| Belgio (Vallonia)    | 55                |
| Francia              | 61                |
| Germania             | 49                |
| Italia               | 11                |
| Romania              | 22                |
| Spagna               | 14                |
| Svizzera             | 36                |

### Classifiche di fine anno
| Classifica (2002) | Posizione |
| ----------------- | --------- |
| Italia            | 43        |